# ギルバート・コラス
ギルバート・コラス（Guilbaut Colas、1983年6月18日 - ）は、フランスのイゼール県エシロル出身のモーグルスキーヤーである。フランス語を日本語表記するとギルボー・コラとなる。

## 経歴
2000-2001シーズンにヨーロッパカップで優勝を収め、翌シーズンからワールドカップへ出場する。初のワールドカップとなった2001-2002シーズンは地元フランスでの13位が最高と大きな成果は残せなかったが、2002-2003シーズンは最高9位、2003-2004シーズンは最高5位、2004-2005シーズンは最高5位で総合でもトップ10に入るなど確実に力を伸ばしてフランスの次代のエースと目される様になる。また、2003年と2005年には世界選手権にも出場しており、シングルモーグルで5位と4位の好成績を収めている。着実に成績を伸ばし続け、2005-2006シーズンにはオリンピック直後の韓国ラウンドで初の表彰台を獲得する。オリンピックにも出場しているが10位という結果に終わっている。2006-2007シーズン、第3戦のディアバレー大会のデュアルモーグルで遂にワールドカップ初優勝を果たす。同シーズンはデュアルで3戦1勝、3位2回と好成績を収めたが、3戦2勝、5位1回のデイル・ベッグ＝スミスに僅かに17ポイント及ばず優勝は逃した。デュアル好成績に加えてシングルでも2位を獲得するなど活躍し、シングルとデュアルの総合ではほぼベッグ＝スミスの一人勝ちだったこともあって、シングルとデュアルの総合とデュアル単独の両方で総合2位という結果だった。さらに同シーズンに行なわれた世界選手権ではフランス代表のエースとして見事デュアルで銀メダルを獲得する活躍を見せた。2007-2008シーズンはディフェンディングチャンピオンのベッグ＝スミスに迫る活躍を見せる。第4戦でシングルでも初優勝を果たすなど上位をキープし、第8戦で2勝目を挙げると前年ほどの勢いが無いベッグ＝スミスに僅か15ポイント差まで迫る。しかし、第9戦で再び差を広げられ、第10戦のデュアルでのベッグ＝スミスとの直接対決にも敗れた。これにより第10戦の時点でベッグ＝スミスの優勝が確定してしまい、最終的には2年連続の2位という結果に終わった。2008-2009シーズンは第3戦と第4戦で連勝して勢いに乗るかと思われたが、第5戦以降はアレキサンダー・ビロドウに全勝され、3年連続の2位という結果に終わった。しかし、優勝2回、2位2回、3位1回は自己最高の成績であり、着実に成績を伸ばしていることも確かである。

## 主な成績

### ヨーロッパカップ
- 2000-2001シーズン 5戦1勝、3位1回
  - 第5戦マリボル（スロベニア）シングル優勝

### ワールドカップ

#### 戦績表
| シーズン  | シングル | シングル | シングル | シングル | シングル | シングル | デュアル | デュアル | デュアル | デュアル | デュアル | デュアル | シングル デュアル 統合成績 | オーバーオール 総合成績 |
| シーズン  | 大会数   | 出場数   | 1位      | 2位      | 3位      | 総合成績 | 大会数   | 出場数   | 1位      | 2位      | 3位      | 総合成績 | シングル デュアル 統合成績 | オーバーオール 総合成績 |
| --------- | -------- | -------- | -------- | -------- | -------- | -------- | -------- | -------- | -------- | -------- | -------- | -------- | -------------------------- | ----------------------- |
| 2001-2002 | 9戦      | 4戦      | 最高13位 | 最高13位 | 最高13位 | 41位     | 3戦      | 0戦      |          |          |          |          |                            | 69位                    |
| 2002-2003 | 10戦     | 10戦     | 最高9位  | 最高9位  | 最高9位  | 22位     | 3戦      | 3戦      | 最高17位 | 最高17位 | 最高17位 | 25位     |                            | -                       |
| 2003-2004 | 11戦     | 9戦      | 最高5位  | 最高5位  | 最高5位  | -        | 3戦      | 3戦      | 最高11位 | 最高11位 | 最高11位 | -        | 16位                       | 55位                    |
| 2004-2005 | 8戦      | 8戦      | 最高4位  | 最高4位  | 最高4位  | -        | 3戦      | 3戦      | 最高25位 | 最高25位 | 最高25位 | -        | 10位                       | 31位                    |
| 2005-2006 | 11戦     | 8戦      |          | 1回      | 1回      | -        |          |          |          |          |          |          | 10位                       | 37位                    |
| 2006-2007 | 7戦      | 7戦      |          | 1回      |          | -        | 3戦      | 3戦      | 1回      |          | 2回      | 2位      | 2位                        | 4位                     |
| 2007-2008 | 7戦      | 7戦      | 1回      |          | 1回      | -        | 3戦      | 3戦      | 1回      |          |          | -        | 2位                        | 6位                     |
| 2008-2009 | 5戦      | 5戦      | 1回      | 1回      | 1回      | -        | 4戦      | 4戦      | 1回      | 1回      |          | -        | 2位                        | 4位                     |
| 通算成績  | -        | 58戦     | 2回      | 3回      | 3回      | -        | -        | 19戦     | 3回      | 1回      | 2回      | -        | -                          | -                       |

#### 優勝歴
- 2006-2007シーズン
  - 第3戦ディアバレー（アメリカ）デュアル優勝
- 2007-2008シーズン
  - 第4戦モンガブリエル（カナダ）シングル優勝、第7戦マリエンバート（チェコ）デュアル優勝
- 2008-2009シーズン
  - 第3戦ディアバレー（アメリカ）シングル優勝、第4戦ディアバレー（アメリカ）デュアル優勝

### 世界選手権
- 2003年ディアバレー大会
  - シングル5位
  - デュアル17位
- 2005年ルカ大会
  - シングル4位
  - デュアル17位
- 2007年マドンナ・ディ・カンピーリオ大会
  - シングル7位
  - デュアル2位
- 2009年猪苗代大会
  - シングル12位
  - デュアル32位

### オリンピック
- 2006年トリノオリンピック10位